# إيبا سانت كلير
إيبا سانت كلير (بالإنجليزية: Ebba St. Claire) هو لاعب كرة قاعدة أمريكي، ولد في 5 أغسطس 1921 في Whitehall, New York ‏ في الولايات المتحدة، وتوفي بنفس المكان في 22 أغسطس 1982.